# Liga I 2018-2019
Sezonul 2018-2019 al Ligii I (cunoscută și sub numele de Liga 1 Betano din motive de sponsorizare) a fost cea de-a 101-a ediție a Campionatului de Fotbal al României, și a 81-a de la introducerea sistemului divizionar. A început în data de 21 iulie 2018 și s-a încheiat pe 2 iunie 2019. CFR Cluj, campioana en-titre, și-a apărat cu succes titlul, devenind campioană pentru a cincea oară în istoria sa.

## Echipe
Liga I este formată din 14 echipe: douăsprezece echipe din Liga I 2017-18 și două noi echipe din Liga a II-a 2017-18.
Echipele promovate în Liga I
Primul club care a promovat a fost Dunărea Călărași, în urma victorie cu 3-1 împotriva Ripensia Timișoara, pe 5 mai 2018. Dunărea va juca în Liga I , pentru prima dată în istoria lor.
Cel de-al doilea club promovat a fost Hermannstadt, în urma egalului 1-1 împotriva Chindiei Târgoviște, pe 13 mai 2018. Hermannstadt va juca în Liga I pentru prima dată în istoria clubului.
Echipele retrogradate în Liga a II-a
Primul club retrogradat a fost Juventus București, care a fost retrogradată pe 22 mai 2018 după o înfrângere cu 1-3 împotriva Concordiei Chiajna, reușind astfel să stea un singur sezon în prima ligă.
Cel de-al doilea club retrogradat a fost Poli Timișoara, care a retrogradat pe 2 iunie 2018, în urma victoriei cu 1-0 contra Concordiei Chiajna, reușind astfel să stea trei sezoane în prima ligă.
Barajul de promovare/menținere
Barajul pentru deciderea ultimei echipe din acest sezon de Liga I a fost disputat dintre ocupanta locului 12 din Liga I 2017-2018, FC Voluntari, și ocupanta locului 3 din Liga a II-a 2017-2018, Chindia Târgoviște. La finalul celor două manșe, Voluntari și-a păstrat poziția în Liga I.
| Echipa 1  | Scor gen.        | Echipa 2 | Tur | Retur |
| --------- | ---------------- | -------- | --- | ----- |
| Voluntari | 1–1 3-0 (d.l.d.) | Chindia  | 1–0 | 0–1   |

### Stadioane
| FCSB               | Universitatea Craiova | CFR Cluj | Dinamo București   |
| ------------------ | --- | --- | ------------------ |
| Arena Națională    | Ion Oblemenco | Dr. Constantin Rădulescu | Dinamo             |
| Capacitate: 55.634 | Capacitate: 30.944 | Capacitate: 17.408 | Capacitate: 15.032 |
|                    | | |                    |
| Hermannstadt       | BucureștiAstraBotoșaniCFRConcordiaUniversitateaDunăreaGaz MetanHermannstadtPoli IașiSepsiViitorulVoluntariEchipele din București: · Dinamo · FCSBLiga I 2018-2019 (România) DinamoFCSB Locația echipelor din București. | BucureștiAstraBotoșaniCFRConcordiaUniversitateaDunăreaGaz MetanHermannstadtPoli IașiSepsiViitorulVoluntariEchipele din București: · Dinamo · FCSBLiga I 2018-2019 (România) DinamoFCSB Locația echipelor din București. | Politehnica Iași   |
| Municipal          | BucureștiAstraBotoșaniCFRConcordiaUniversitateaDunăreaGaz MetanHermannstadtPoli IașiSepsiViitorulVoluntariEchipele din București: · Dinamo · FCSBLiga I 2018-2019 (România) DinamoFCSB Locația echipelor din București. | BucureștiAstraBotoșaniCFRConcordiaUniversitateaDunăreaGaz MetanHermannstadtPoli IașiSepsiViitorulVoluntariEchipele din București: · Dinamo · FCSBLiga I 2018-2019 (România) DinamoFCSB Locația echipelor din București. | Emil Alexandrescu  |
| Capacitate: 14.200 | BucureștiAstraBotoșaniCFRConcordiaUniversitateaDunăreaGaz MetanHermannstadtPoli IașiSepsiViitorulVoluntariEchipele din București: · Dinamo · FCSBLiga I 2018-2019 (România) DinamoFCSB Locația echipelor din București. | BucureștiAstraBotoșaniCFRConcordiaUniversitateaDunăreaGaz MetanHermannstadtPoli IașiSepsiViitorulVoluntariEchipele din București: · Dinamo · FCSBLiga I 2018-2019 (România) DinamoFCSB Locația echipelor din București. | Capacitate: 11.390 |
|                    | BucureștiAstraBotoșaniCFRConcordiaUniversitateaDunăreaGaz MetanHermannstadtPoli IașiSepsiViitorulVoluntariEchipele din București: · Dinamo · FCSBLiga I 2018-2019 (România) DinamoFCSB Locația echipelor din București. | BucureștiAstraBotoșaniCFRConcordiaUniversitateaDunăreaGaz MetanHermannstadtPoli IașiSepsiViitorulVoluntariEchipele din București: · Dinamo · FCSBLiga I 2018-2019 (România) DinamoFCSB Locația echipelor din București. |                    |
| Dunărea Călărași   | BucureștiAstraBotoșaniCFRConcordiaUniversitateaDunăreaGaz MetanHermannstadtPoli IașiSepsiViitorulVoluntariEchipele din București: · Dinamo · FCSBLiga I 2018-2019 (România) DinamoFCSB Locația echipelor din București. | BucureștiAstraBotoșaniCFRConcordiaUniversitateaDunăreaGaz MetanHermannstadtPoli IașiSepsiViitorulVoluntariEchipele din București: · Dinamo · FCSBLiga I 2018-2019 (România) DinamoFCSB Locația echipelor din București. | Astra Giurgiu      |
| Ion Comșa          | BucureștiAstraBotoșaniCFRConcordiaUniversitateaDunăreaGaz MetanHermannstadtPoli IașiSepsiViitorulVoluntariEchipele din București: · Dinamo · FCSBLiga I 2018-2019 (România) DinamoFCSB Locația echipelor din București. | BucureștiAstraBotoșaniCFRConcordiaUniversitateaDunăreaGaz MetanHermannstadtPoli IașiSepsiViitorulVoluntariEchipele din București: · Dinamo · FCSBLiga I 2018-2019 (România) DinamoFCSB Locația echipelor din București. | Marin Anastasovici |
| Capacitate: 10.400 | BucureștiAstraBotoșaniCFRConcordiaUniversitateaDunăreaGaz MetanHermannstadtPoli IașiSepsiViitorulVoluntariEchipele din București: · Dinamo · FCSBLiga I 2018-2019 (România) DinamoFCSB Locația echipelor din București. | BucureștiAstraBotoșaniCFRConcordiaUniversitateaDunăreaGaz MetanHermannstadtPoli IașiSepsiViitorulVoluntariEchipele din București: · Dinamo · FCSBLiga I 2018-2019 (România) DinamoFCSB Locația echipelor din București. | Capacitate: 8.500  |
|                    | BucureștiAstraBotoșaniCFRConcordiaUniversitateaDunăreaGaz MetanHermannstadtPoli IașiSepsiViitorulVoluntariEchipele din București: · Dinamo · FCSBLiga I 2018-2019 (România) DinamoFCSB Locația echipelor din București. | BucureștiAstraBotoșaniCFRConcordiaUniversitateaDunăreaGaz MetanHermannstadtPoli IașiSepsiViitorulVoluntariEchipele din București: · Dinamo · FCSBLiga I 2018-2019 (România) DinamoFCSB Locația echipelor din București. |                    |
| Gaz Metan Mediaș   | BucureștiAstraBotoșaniCFRConcordiaUniversitateaDunăreaGaz MetanHermannstadtPoli IașiSepsiViitorulVoluntariEchipele din București: · Dinamo · FCSBLiga I 2018-2019 (România) DinamoFCSB Locația echipelor din București. | BucureștiAstraBotoșaniCFRConcordiaUniversitateaDunăreaGaz MetanHermannstadtPoli IașiSepsiViitorulVoluntariEchipele din București: · Dinamo · FCSBLiga I 2018-2019 (România) DinamoFCSB Locația echipelor din București. | Botoșani           |
| Gaz Metan          | BucureștiAstraBotoșaniCFRConcordiaUniversitateaDunăreaGaz MetanHermannstadtPoli IașiSepsiViitorulVoluntariEchipele din București: · Dinamo · FCSBLiga I 2018-2019 (România) DinamoFCSB Locația echipelor din București. | BucureștiAstraBotoșaniCFRConcordiaUniversitateaDunăreaGaz MetanHermannstadtPoli IașiSepsiViitorulVoluntariEchipele din București: · Dinamo · FCSBLiga I 2018-2019 (România) DinamoFCSB Locația echipelor din București. | Municipal          |
| Capacitate: 7.814  | BucureștiAstraBotoșaniCFRConcordiaUniversitateaDunăreaGaz MetanHermannstadtPoli IașiSepsiViitorulVoluntariEchipele din București: · Dinamo · FCSBLiga I 2018-2019 (România) DinamoFCSB Locația echipelor din București. | BucureștiAstraBotoșaniCFRConcordiaUniversitateaDunăreaGaz MetanHermannstadtPoli IașiSepsiViitorulVoluntariEchipele din București: · Dinamo · FCSBLiga I 2018-2019 (România) DinamoFCSB Locația echipelor din București. | Capacitate: 7.782  |
|                    | BucureștiAstraBotoșaniCFRConcordiaUniversitateaDunăreaGaz MetanHermannstadtPoli IașiSepsiViitorulVoluntariEchipele din București: · Dinamo · FCSBLiga I 2018-2019 (România) DinamoFCSB Locația echipelor din București. | BucureștiAstraBotoșaniCFRConcordiaUniversitateaDunăreaGaz MetanHermannstadtPoli IașiSepsiViitorulVoluntariEchipele din București: · Dinamo · FCSBLiga I 2018-2019 (România) DinamoFCSB Locația echipelor din București. |                    |
| Concordia Chiajna  | Sepsi Sfântu Gheorghe | Voluntari | Viitorul Constanța |
| Concordia          | Municipal | Anghel Iordănescu | Viitorul           |
| Capacitate: 5.123  | Capacitate: 4.774 | Capacitate: 4.600 | Capacitate: 4.554  |
|                    | | |                    |

### Personal și statistici
Note:
- Datele statistice sunt bazate pe ceea indică forurile competente de conducere, LPF și UEFA.

| Echipă             | Ultima promovare | Clasament 2017-18 | Antrenor (numire)        | Căpitan           | Sezoane în Liga I |
| ------------------ | ---------------- | ----------------- | ------------------------ | ----------------- | ----------------- |
| CFR Cluj           | 2004             | 1                 | Dan Petrescu (2019)      | Mário Camora      | 23                |
| FCSB               | 1947             | 2                 | Mihai Teja (2018)        | Florin Tănase     | 70                |
| CSU Craiova        | 2014             | 3                 | Corneliu Papură (2019)   | Alexandru Băluță  | 4                 |
| Viitorul Constanța | 2012             | 4                 | Gheorghe Hagi (2014)     | Ianis Hagi        | 6                 |
| Astra Giurgiu      | 2009             | 5                 | Constantin Enache (2018) | Alexandru Stan    | 15                |
| Politehnica Iași   | 2014             | 6                 | Flavius Stoican (2017)   | Andrei Cristea    | 33                |
| Dinamo             | 1948             | 7                 | Mircea Rednic (2018)     | Dan Nistor        | 69                |
| Botoșani           | 2013             | 8                 | Liviu Ciobotariu (2018)  | Alberto Cobrea    | 5                 |
| Sepsi              | 2017             | 9                 | Marin Barbu (2019)       | Attila Hadnagy    | 1                 |
| Gaz Metan          | 2016             | 10                | Edward Iordănescu (2019) | Marius Constantin | 12                |
| Chiajna            | 2011             | 11                | Adrian Falub (2019)      | Marian Cristescu  | 7                 |
| Voluntari          | 2015             | 12                | Cristiano Bergodi (2018) | Daniel Novac      | 3                 |
| Dunărea Călărași   | 2018             | 1 (Liga a II-a)   | Dan Alexa (2017)         | Cezar Lungu       | 0                 |
| Hermannstadt       | 2018             | 2 (Liga a II-a)   | Vasile Miriuță (2018)    | Răzvan Dâlbea     | 0                 |

Legendă culori
     Universitatea Craiova a participat în al treilea tur preliminar al UEFA Europa League 2018-2019, iar CFR Cluj și FCSB în play-off, CFR trecând și prin turul doi preliminar al Ligii Campionilor 2018-2019
     Viitorul a participat în al doilea tur preliminar al UEFA Europa League 2018-2019
     Promovată din Liga a II-a 2017-2018

### Schimbări de antrenori
| Echipa                | Fost antrenor      | Modul de plecare              | Data plecării      | Poziția în ligă | Noul antrenor      | Data numirii       |
| --------------------- | ------------------ | ----------------------------- | ------------------ | --------------- | ------------------ | ------------------ |
| Astra Giurgiu         | Gheorghe Mulțescu  | Sfârșitul contractului        | 31 mai 2018        | Presezon        | Marius Măldărășanu | 10 iunie 2018      |
| CFR Cluj              | Dan Petrescu       | A semnat cu Guizhou Hengfeng  | 4 iunie 2018       | Presezon        | Eduard Iordănescu  | 13 iunie 2018      |
| Voluntari             | Adrian Mutu        | Concediat                     | 14 iunie 2018      | Presezon        | Daniel Oprița      | 21 iunie 2018      |
| Gaz Metan Mediaș      | Cristian Pustai    | Promovat director tehnic      | 30 iunie 2018      | Presezon        | Mihai Teja         | 1 iulie 2018       |
| CFR Cluj              | Eduard Iordănescu  | Concediat                     | 26 iulie 2018      | 7               | António Conceição  | 26 iulie 2018      |
| Voluntari             | Daniel Oprița      | Demisie                       | 21 august 2018     | 14              | Dinu Todoran       | 25 august 2018     |
| Astra Giurgiu         | Marius Măldărășanu | Concediat                     | 2 septembrie 2018  | 4               | Gheorghe Mulțescu  | 2 septembrie 2018  |
| Concordia Chiajna     | Ionuț Badea        | Concediat                     | 15 septembrie 2018 | 13              | Dorinel Munteanu   | 18 septembrie 2018 |
| FC Dinamo București   | Florin Bratu       | Concediat                     | 22 septembrie 2018 | 10              | Claudiu Niculescu  | 23 septembrie 2018 |
| FC Hermannstadt       | Alexandru Pelici   | Concediat                     | 22 septembrie 2018 | 13              | Vasile Miriuță     | 23 septembrie 2018 |
| FC Dinamo București   | Claudiu Niculescu  | Concediat                     | 15 octombrie 2018  | 12              | Mircea Rednic      | 15 octombrie 2018  |
| FC Botoșani           | Constantin Enache  | Reziliere amiabilă            | 15 noiembrie 2018  | 12              | Liviu Ciobotariu   | 15 noiembrie 2018  |
| Astra Giurgiu         | Gheorghe Mulțescu  | Concediat                     | 13 noiembrie 2018  | 6               | Constantin Enache  | 17 noiembrie 2018  |
| FC Voluntari          | Dinu Todoran       | Reziliere amiabilă            | 15 noiembrie 2018  | 14              | Cristiano Bergodi  | 15 noiembrie 2018  |
| FCSB                  | Nicolae Dică       | Demisie                       | 23 decembrie 2018  | 2               | Mihai Teja         | 26 decembrie 2018  |
| Gaz Metan Mediaș      | Mihai Teja         | Reziliere amiabilă            | 26 decembrie 2018  | 7               | Eduard Iordănescu  | 5 ianuarie 2019    |
| Concordia Chiajna     | Dorinel Munteanu   | Concediat                     | 7 ianuarie 2019    | 13              | Adrian Falub       | 8 ianuarie 2019    |
| CFR Cluj              | Antonio Conceicao  | Concediat                     | 19 februarie 2019  | 1               | Alin Minteuan      | 19 februarie 2019  |
| CFR Cluj              | Alin Minteuan      | Mutat înapoi la echipa a doua | 22 martie 2019     | 1               | Dan Petrescu       | 22 martie 2019     |
| Universitatea Craiova | Devis Mangia       | Concediat                     | 15 aprilie 2019    | 3               | Corneliu Papură    | 15 aprilie 2019    |
| Sepsi OSK             | Eugen Neagoe       | Reziliere amiabilă            | 2 mai 2019         | 6               | Marin Barbu        | 2 mai 2019         |

## Sezonul regular
În sezonul regular, cele 14 echipe s-au întâlnit de două ori, un total de 26 de meciuri pe echipă, partea de sus, primele 6, avansând în play-off și partea de jos, restul de 8, intrând în play-out.

### Meciurile sezonului regular
| Oaspeți ► Gazde ▼                          | AST | CRV | HER | CFR | VII | GAZ | DIN | VOL | CON | DUN | BOT | SEP | POL | FCS |
| ------------------------------------------ | --- | --- | --- | --- | --- | --- | --- | --- | --- | --- | --- | --- | --- | --- |
| Astra Giurgiu                              | —   | 0–3 | 1–0 | 1–2 | 3–0 | 3–0 | 4–1 | 0–0 | 3–1 | 1–1 | 1–1 | 1–1 | 1–2 | 1–0 |
| CSU Craiova                                | 1–2 | —   | 1–1 | 2–0 | 2–0 | 2–0 | 3–0 | 3–1 | 0–1 | 1–0 | 2–2 | 1–1 | 0–0 | 2–1 |
| Hermannstadt                               | 0–2 | 0–1 | —   | 0–1 | 1–0 | 0–1 | 1–1 | 4–0 | 2–1 | 1–1 | 1–1 | 1–0 | 2–0 | 1–3 |
| CFR Cluj                                   | 1–1 | 0–0 | 1–1 | —   | 1–2 | 2–2 | 3–1 | 5–0 | 2–1 | 1–1 | 1–1 | 1–0 | 1–0 | 1–1 |
| Viitorul Constanța                         | 1–0 | 0–0 | 1–0 | 0–1 | —   | 2–0 | 4–1 | 2–0 | 0–0 | 0–1 | 1–0 | 2–3 | 0–1 | 1–4 |
| Gaz Metan                                  | 1–1 | 3–2 | 0–2 | 0–0 | 2–2 | —   | 3–2 | 2–0 | 2–1 | 0–0 | 1–2 | 0–1 | 1–0 | 1–3 |
| Dinamo                                     | 1–2 | 3–0 | 2–1 | 0–3 | 1–0 | 1–1 | —   | 2–1 | 2–1 | 1–1 | 1–2 | 0–0 | 3–0 | 1–1 |
| Voluntari                                  | 1–1 | 1–5 | 2–0 | 1–2 | 1–2 | 1–1 | 0–1 | —   | 4–0 | 0–0 | 1–1 | 4–2 | 2–3 | 2–2 |
| Chiajna                                    | 0–3 | 1–3 | 2–0 | 0–1 | 1–1 | 0–0 | 0–0 | 1–3 | —   | 1–1 | 0–1 | 0–3 | 3–6 | 0–0 |
| Dunărea Călărași                           | 1–2 | 1–3 | 0–1 | 0–0 | 0–1 | 0–0 | 0–0 | 1–1 | 2–1 | —   | 3–2 | 0–3 | 2–0 | 1–1 |
| Botoșani                                   | 1–1 | 2–1 | 2–0 | 1–5 | 1–2 | 1–1 | 2–0 | 1–0 | 0–2 | 1–0 | —   | 0–0 | 1–2 | 1–3 |
| Sepsi                                      | 1–0 | 1–0 | 1–3 | 1–2 | 0–0 | 1–2 | 0–1 | 1–1 | 3–0 | 1–0 | 0–1 | —   | 3–0 | 4–2 |
| Politehnica Iași                           | 1–1 | 0–3 | 0–2 | 0–1 | 1–2 | 1–0 | 1–0 | 2–2 | 3–0 | 1–0 | 2–1 | 1–1 | —   | 1–2 |
| FCSB                                       | 1–0 | 3–2 | 3–0 | 0–2 | 2–0 | 2–1 | 3–3 | 2–1 | 0–1 | 2–0 | 2–2 | 2–0 | 4–0 | —   |
| Câștigă gazdele; Remiză; Câștigă oaspeții. |     |     |     |     |     |     |     |     |     |     |     |     |     |     |

### Clasamentul sezonului regular
| Loc | Echipă             | Pct. | MJ | V  | E  | Î  | GM | GP | DG  | Calificare             |
| --- | ------------------ | ---- | -- | -- | -- | -- | -- | -- | --- | ---------------------- |
| 1.  | CFR Cluj           | 54   | 26 | 15 | 9  | 2  | 40 | 17 | +23 | Calificare în Play-off |
| 2.  | FCSB               | 49   | 26 | 14 | 7  | 5  | 49 | 29 | +20 | Calificare în Play-off |
| 3.  | CSU Craiova        | 45   | 26 | 13 | 6  | 7  | 43 | 24 | +19 | Calificare în Play-off |
| 4.  | Astra Giurgiu      | 42   | 26 | 11 | 9  | 6  | 36 | 23 | +13 | Calificare în Play-off |
| 5.  | Viitorul Constanța | 38   | 26 | 11 | 5  | 10 | 26 | 27 | −1  | Calificare în Play-off |
| 6.  | Sepsi              | 37   | 26 | 10 | 7  | 9  | 32 | 25 | +7  | Calificare în Play-off |
| 7.  | Botoșani           | 36   | 26 | 9  | 9  | 8  | 31 | 33 | −2  | Calificare în Play-out |
| 8.  | Politehnica Iași   | 34   | 26 | 10 | 4  | 12 | 28 | 38 | −10 | Calificare în Play-out |
| 9.  | Dinamo             | 32   | 26 | 8  | 8  | 10 | 29 | 37 | −8  | Calificare în Play-out |
| 10. | Hermannstadt       | 32   | 26 | 9  | 5  | 12 | 25 | 28 | −3  | Calificare în Play-out |
| 11. | Gaz Metan          | 31   | 26 | 7  | 10 | 9  | 25 | 32 | −7  | Calificare în Play-out |
| 12. | Dunărea Călărași   | 24   | 26 | 4  | 12 | 10 | 17 | 26 | −9  | Calificare în Play-out |
| 13. | Voluntari          | 21   | 26 | 4  | 9  | 13 | 30 | 46 | −16 | Calificare în Play-out |
| 14. | Chiajna            | 18   | 26 | 4  | 6  | 16 | 19 | 45 | −26 | Calificare în Play-out |

1. 1 2  DIN 2–1 HER; HER 1–1 DIN.

### Pozițiile pe etapă
| Etapă/ Echipă      | 1             | 2  | 3  | 4  | 5  | 6  | 7  | 8  | 9  | 10 | 11 | 12 | 13 | 14 | 15 | 16 | 17 | 18 | 19 | 20 | 21 | 22 | 23 | 24 | 25 | 26 |   |
| ------------------ | ------------- | -- | -- | -- | -- | -- | -- | -- | -- | -- | -- | -- | -- | -- | -- | -- | -- | -- | -- | -- | -- | -- | -- | -- | -- | -- | - |
| Etapă/ Echipă      | Astra Giurgiu | 3  | 4  | 3  | 7  | 6  | 3  | 4  | 2  | 2  | 2  | 5  | 3  | 6  | 6  | 6  | 7  | 7  | 7  | 6  | 6  | 6  | 6  | 4  | 4  | 4  | 4 |
| Botoșani           | 6             | 1  | 2  | 6  | 10 | 9  | 10 | 11 | 12 | 12 | 11 | 8  | 9  | 11 | 12 | 8  | 9  | 10 | 9  | 10 | 10 | 8  | 7  | 6  | 6  | 7  |   |
| CFR Cluj           | 6             | 8  | 4  | 1  | 1  | 2  | 2  | 5  | 3  | 3  | 2  | 1  | 1  | 1  | 1  | 1  | 1  | 1  | 1  | 1  | 1  | 1  | 1  | 1  | 1  | 1  |   |
| Concordia Chiajna  | 10            | 11 | 13 | 10 | 4  | 12 | 13 | 13 | 11 | 11 | 10 | 11 | 10 | 10 | 10 | 12 | 13 | 13 | 13 | 13 | 13 | 13 | 13 | 13 | 14 | 14 |   |
| Dinamo București   | 1             | 2  | 8  | 4  | 8  | 4  | 8  | 10 | 10 | 10 | 12 | 12 | 12 | 9  | 9  | 10 | 10 | 11 | 11 | 11 | 11 | 11 | 11 | 11 | 11 | 9  |   |
| Dunărea Călărași   | 3             | 5  | 4  | 9  | 11 | 5  | 9  | 7  | 9  | 9  | 8  | 9  | 8  | 8  | 8  | 11 | 12 | 12 | 12 | 12 | 12 | 12 | 12 | 12 | 12 | 12 |   |
| FCSB               | 12            | 10 | 6  | 2  | 2  | 1  | 1  | 1  | 1  | 1  | 1  | 2  | 2  | 2  | 2  | 2  | 2  | 2  | 2  | 2  | 2  | 2  | 2  | 3  | 2  | 2  |   |
| Gaz Metan Mediaș   | 2             | 3  | 1  | 5  | 9  | 8  | 6  | 4  | 6  | 4  | 3  | 4  | 5  | 5  | 5  | 5  | 5  | 6  | 5  | 7  | 8  | 9  | 10 | 10 | 9  | 11 |   |
| Hermannstadt       | 3             | 7  | 10 | 12 | 4  | 10 | 12 | 12 | 13 | 13 | 13 | 13 | 13 | 12 | 13 | 9  | 8  | 8  | 10 | 9  | 7  | 7  | 9  | 9  | 10 | 10 |   |
| Politehnica Iași   | 8             | 8  | 12 | 13 | 13 | 13 | 11 | 9  | 7  | 8  | 9  | 10 | 11 | 13 | 11 | 13 | 11 | 9  | 8  | 8  | 9  | 10 | 8  | 8  | 8  | 8  |   |
| Sepsi OSK          | 12            | 6  | 9  | 3  | 6  | 7  | 5  | 3  | 4  | 5  | 7  | 6  | 7  | 7  | 7  | 6  | 6  | 5  | 7  | 5  | 4  | 5  | 6  | 5  | 5  | 6  |   |
| Univ. Craiova      | 8             | 14 | 11 | 8  | 12 | 6  | 3  | 8  | 5  | 7  | 6  | 5  | 3  | 3  | 3  | 4  | 4  | 4  | 3  | 3  | 3  | 3  | 3  | 2  | 3  | 3  |   |
| Viitorul Constanța | 12            | 13 | 7  | 11 | 3  | 11 | 7  | 6  | 8  | 6  | 4  | 7  | 4  | 4  | 4  | 3  | 3  | 3  | 4  | 4  | 5  | 4  | 5  | 7  | 7  | 5  |   |
| Voluntari          | 10            | 11 | 14 | 14 | 14 | 14 | 14 | 14 | 14 | 14 | 14 | 14 | 14 | 14 | 14 | 14 | 14 | 14 | 14 | 14 | 14 | 14 | 14 | 14 | 13 | 13 |   |

## Play-off
Primele șase echipe din sezonul regular s-au întâlnit de două ori (10 meciuri pe echipă) pentru locuri în Liga Campionilor 2019-2020 și UEFA Europa League 2019-2020, precum și pentru a decide campioana ligii. Punctele realizate în sezonul regular s-au înjumătățit în faza play-off-ului.

### Echipele calificate
| Loc | Echipa             | Pct. |
| --- | ------------------ | ---- |
| 1   | CFR Cluj           | 27   |
| 2   | FCSB               | 25*  |
| 3   | CSU Craiova        | 23*  |
| 4   | Astra Giurgiu      | 21   |
| 5   | Viitorul Constanța | 19   |
| 6   | Sepsi              | 19*  |

Note
(*) - Au beneficiat de rotunjire prin adaos.

### Clasamentul play-off-ului
| Loc | Echipă             | Pct. | MJ | V | E | Î | GM | GP | DG  |  | CFR | FCS | VII | CRV | AST | SEP |
| --- | ------------------ | ---- | -- | - | - | - | -- | -- | --- |  | --- | --- | --- | --- | --- | --- |
| 1. | CFR Cluj (C)       | 50   | 10 | 7 | 2 | 1 | 15 | 4  | +11 |  | —   | 0–0 | 3–1 | 1–0 | 1–0 | 3–1 |
| 2. | FCSB               | 48   | 10 | 7 | 2 | 1 | 18 | 6  | +12 |  | 1–0 | —   | 1–2 | 3–2 | 1–0 | 2–0 |
| 3. | Viitorul Constanța | 39   | 10 | 6 | 2 | 2 | 18 | 10 | +8  |  | 0–1 | 1–1 | —   | 2–1 | 3–0 | 3–1 |
| 4. | CSU Craiova        | 36   | 10 | 4 | 1 | 5 | 8  | 10 | −2  |  | 0–0 | 0–2 | 1–2 | —   | 1–0 | 1–0 |
| 5. | Astra Giurgiu      | 27   | 10 | 2 | 0 | 8 | 6  | 20 | −14 |  | 1–5 | 0–2 | 1–4 | 0–1 | —   | 3–2 |
| 6. | Sepsi              | 20   | 10 | 0 | 1 | 9 | 5  | 20 | −15 |  | 0–1 | 1–5 | 0–0 | 0–1 | 0–1 | —   |
| Legendă: Locul 1: Liga Campionilor 2019-20 Turul I Locurile 2, 4: Europa League 2019-20 Turul I Locul 3: Europa League 2019-20 Turul II |                    |      |    |   |   |   |    |    |     |  |     |     |     |     |     |     |

1. ↑  Conform clasamentului, FC Viitorul ar fi fost a doua reprezentantă a Ligii I în UEFA Europa League 2019-2020, dar aceasta a obținut dreptul de participare și după ce a câștigat Cupa României 2018-2019. Ca urmare, locul suplimentar a fost atribuit echipei Universitatea Craiova.[41]

### Pozițiile pe etapă
| Club \ Etapa | ‎‎1 | 2 | 3 | 4 | 5 | 6 | 7 | 8 | 9 | 10 |
| ------------ | - | - | - | - | - | - | - | - | - | -- |
| CFR Cluj     | 1 | 1 | 1 | 1 | 1 | 1 | 1 | 1 | 1 | 1  |
| FCSB         | 3 | 3 | 2 | 2 | 2 | 2 | 2 | 2 | 2 | 2  |
| Viitorul     | 4 | 4 | 4 | 4 | 4 | 4 | 4 | 4 | 3 | 3  |
| CSU Craiova  | 2 | 2 | 3 | 3 | 3 | 3 | 3 | 3 | 4 | 4  |
| Astra        | 5 | 5 | 5 | 5 | 5 | 5 | 5 | 5 | 5 | 5  |
| Sepsi OSK    | 6 | 6 | 6 | 6 | 6 | 6 | 6 | 6 | 6 | 6  |

| Câștigătorii Ligii I, ediția 2018/2019 |
| -------------------------------------- |
| CFR Cluj Al cincilea titlu             |

## Lider
- Notă: Această cronologie arată diferența de puncte dintre lider și locul 2 pe etape.

## Play-out
Restul de opt echipe din sezonul regular s-au întâlnit de două ori (14 meciuri pe echipă) pentru evitarea de la retrogradare. Punctele realizate în sezonul regular s-au înjumătățit în faza play-out-ului.

### Echipele calificate
| Loc | Echipa           | Pct. |
| --- | ---------------- | ---- |
| 1   | Botoșani         | 18   |
| 2   | Politehnica Iași | 17   |
| 3   | Dinamo           | 16   |
| 4   | Hermannstadt     | 16   |
| 5   | Gaz Metan        | 16*  |
| 6   | Dunărea Călărași | 12   |
| 7   | Voluntari        | 11*  |
| 8   | Chiajna          | 9    |

Note
(*) - Au beneficiat de rotunjire prin adaos.

### Clasamentul play-out-ului
| Loc                                                                                        | Echipă               | Pct. | MJ | V  | E | Î | GM | GP | DG  |  | GAZ | BOT | DIN | IAS | VOL | HER | DUN | CON |
| ------------------------------------------------------------------------------------------ | -------------------- | ---- | -- | -- | - | - | -- | -- | --- |  | --- | --- | --- | --- | --- | --- | --- | --- |
| 1.                                                                                         | Gaz Metan            | 48   | 14 | 10 | 2 | 2 | 25 | 9  | +16 |  | —   | 2–0 | 2–1 | 1–1 | 4–0 | 4–1 | 0–0 | 3–1 |
| 2.                                                                                         | Botoșani             | 44   | 14 | 8  | 2 | 4 | 18 | 9  | +9  |  | 1–0 | —   | 1–0 | 3–0 | 2–0 | 1–0 | 1–2 | 0–0 |
| 3.                                                                                         | Dinamo               | 43   | 14 | 8  | 3 | 3 | 16 | 7  | +9  |  | 2–0 | 1–0 | —   | 0–0 | 0–0 | 2–0 | 2–0 | 3–2 |
| 4.                                                                                         | Politehnica Iași     | 31   | 14 | 3  | 5 | 6 | 12 | 18 | −6  |  | 1–2 | 0–2 | 0–1 | —   | 0–2 | 1–1 | 4–0 | 1–1 |
| 5.                                                                                         | Voluntari            | 31   | 14 | 5  | 5 | 4 | 14 | 16 | −2  |  | 1–2 | 2–1 | 1–2 | 0–0 | —   | 2–1 | 0–0 | 2–1 |
| 6.                                                                                         | Hermannstadt (O)     | 27   | 14 | 2  | 5 | 7 | 9  | 19 | −10 |  | 0–2 | 0–2 | 0–0 | 0–1 | 1–1 | —   | 2–1 | 1–0 |
| 7.                                                                                         | Dunărea Călărași (R) | 25   | 14 | 3  | 4 | 7 | 8  | 18 | −10 |  | 0–1 | 0–2 | 1–0 | 1–2 | 1–1 | 0–0 | —   | 2–0 |
| 8.                                                                                         | Chiajna (R)          | 19   | 14 | 2  | 4 | 8 | 17 | 23 | −6  |  | 0–2 | 2–2 | 0–2 | 4–1 | 1–2 | 2–2 | 3–0 | —   |
| Legendă: Locul 6: Calificare în Baraj Locurile 7, 8: Retrogradare în Liga a II-a 2019-2020 |                      |      |    |    |   |   |    |    |     |  |     |     |     |     |     |     |     |     |

### Pozițiile pe etapă
| Etapă/ Echipă     | 1        | 2  | 3  | 4  | 5  | 6  | 7  | 8  | 9  | 10 | 11 | 12 | 13 | 14 |   |
| ----------------- | -------- | -- | -- | -- | -- | -- | -- | -- | -- | -- | -- | -- | -- | -- | - |
| Etapă/ Echipă     | Botoșani | 9  | 10 | 11 | 11 | 10 | 11 | 9  | 9  | 9  | 9  | 9  | 9  | 9  | 8 |
| Concordia Chiajna | 14       | 14 | 14 | 14 | 14 | 14 | 14 | 14 | 14 | 14 | 14 | 14 | 14 | 14 |   |
| Dinamo București  | 7        | 9  | 8  | 8  | 8  | 8  | 8  | 8  | 8  | 8  | 7  | 8  | 8  | 9  |   |
| Dunărea Călărași  | 13       | 13 | 13 | 13 | 13 | 13 | 13 | 12 | 13 | 13 | 13 | 12 | 12 | 13 |   |
| Gaz Metan Mediaș  | 8        | 7  | 7  | 7  | 7  | 7  | 7  | 7  | 7  | 7  | 8  | 7  | 7  | 7  |   |
| Hermannstadt      | 11       | 12 | 12 | 12 | 12 | 12 | 12 | 13 | 12 | 12 | 12 | 13 | 13 | 12 |   |
| Politehnica Iași  | 10       | 8  | 10 | 9  | 9  | 9  | 10 | 10 | 10 | 10 | 10 | 10 | 10 | 10 |   |
| Voluntari         | 12       | 11 | 9  | 10 | 11 | 10 | 11 | 11 | 11 | 11 | 11 | 11 | 11 | 11 |   |

## Statistică

### Marcatori
Actualizat la data de 28 septembrie.
| Loc | Jucător           | Club                  | Goluri |
| --- | ----------------- | --------------------- | ------ |
| 1   | Alexandru Mitriță | Universitatea Craiova | 8      |
| 2   | George Țucudean   | CFR Cluj              | 7      |
| 3   | Florinel Coman    | FCSB                  | 6      |
| 3   | Harlem Gnohéré    | FCSB                  | 6      |
| 5   | Neluț Roșu        | Astra Giurgiu         | 4      |
| 5   | Dennis Man        | FCSB                  | 4      |
| 5   | Carlos Fortes     | Gaz Metan Mediaș      | 4      |
| 5   | Birahima Tandia   | Sepsi Sfântu Gheorghe | 4      |
| 5   | Elvir Koljić      | Universitatea Craiova | 4      |
| 10  | Mihai Roman II    | Botoșani              | 3      |
| 10  | Diogo Salomão     | Dinamo București      | 3      |
| 10  | Nicușor Bancu     | Universitatea Craiova | 3      |

## Clasament total
Acesta este un clasament neoficial cu toate punctele adunate de fiecare echipă în acest sezon, sezon regular + play-off/play-out.
| Loc | Echipă             | Pct. | MJ | V  | E  | Î  | GM | GP | DG  | Unde a jucat |
| --- | ------------------ | ---- | -- | -- | -- | -- | -- | -- | --- | ------------ |
| 1.  | CFR Cluj           | 77   | 36 | 22 | 11 | 3  | 55 | 21 | +34 | Play-off     |
| 2.  | FCSB               | 72   | 36 | 21 | 9  | 6  | 67 | 35 | +32 | Play-off     |
| 3.  | CSU Craiova        | 58   | 36 | 17 | 7  | 12 | 51 | 34 | +17 | Play-off     |
| 4.  | Viitorul Constanța | 58   | 36 | 17 | 7  | 12 | 44 | 37 | +7  | Play-off     |
| 5.  | Astra Giurgiu      | 48   | 36 | 13 | 9  | 14 | 42 | 43 | −1  | Play-off     |
| 6.  | Sepsi              | 38   | 36 | 10 | 8  | 18 | 37 | 45 | −8  | Play-off     |
| 7.  | Gaz Metan          | 63   | 40 | 17 | 12 | 11 | 50 | 41 | +9  | Play-out     |
| 8.  | Botoșani           | 62   | 40 | 17 | 11 | 12 | 49 | 42 | +7  | Play-out     |
| 9.  | Dinamo             | 59   | 40 | 16 | 11 | 13 | 45 | 44 | +1  | Play-out     |
| 10. | Politehnica Iași   | 48   | 40 | 13 | 9  | 18 | 40 | 56 | −16 | Play-out     |
| 11. | Hermannstadt       | 43   | 40 | 11 | 10 | 19 | 34 | 47 | −13 | Play-out     |
| 12. | Voluntari          | 41   | 40 | 9  | 14 | 17 | 44 | 62 | −18 | Play-out     |
| 13. | Dunărea Călărași   | 37   | 40 | 7  | 16 | 17 | 25 | 44 | −19 | Play-out     |
| 14. | Chiajna            | 28   | 40 | 6  | 10 | 24 | 36 | 68 | −32 | Play-out     |